# Isoplectron
Isoplectron is een geslacht van rechtvleugeligen uit de familie grottensprinkhanen (Rhaphidophoridae). De wetenschappelijke naam van dit geslacht is voor het eerst geldig gepubliceerd in 1896 door Hutton.

## Soorten
Het geslacht Isoplectron omvat de volgende soorten:
- Isoplectron aciculatum Karny, 1937
- Isoplectron armatum Hutton, 1896
- Isoplectron calcaratum Hutton, 1896
- Isoplectron cochleatum Karny, 1935